# معركة الرقة (2017)
كانت معركة الرقة المرحلة الخامسة والأخيرة من حملة الرقة التي أطلقتها قوات سوريا الديمقراطية ضد تنظيم الدولة الإسلامية في مدينة الرقة، وهي «عاصمة الخلافة» بحكم الأمر الواقع. بدأت المعركة في 6 يونيو 2017، ودعمتها الضربات الجوية والقوات البرية من التحالف بقيادة الولايات المتحدة. وقد سميت العملية «المعركة الكبرى» من قبل «قسد». وجرت المعركة بالتزامن مع معركة الموصل كجزء من جهد تبذله قوة المهام المشتركة – عملية العزم الصلب وحلفاءها لتجريد داعش من المراكز الإقليمية للسلطة التابعة لها، وتفكيكها بوصفها «خلافة مادية».

## الخلفية
بحلول يونيو 2017، ظلت الرقة هي المدينة السورية الرئيسية الوحيدة الخاضعة تمامًا لسيطرة تنظيم داعش، وكانت بالتالي مركز عملياتها الفعال. ومع وجود عدد كبير من المقاتلين الأجانب، كانت الرقة مركزًا للتخطيط للهجمات الإرهابية ضد المدن الأوروبية. وأطلقت «قسد» حملة الرقة في 6 نوفمبر 2016 في محاولة للاستيلاء على المدينة، وأدت إلى استيلاء «قسد» على كمية كبيرة من الأراضي في محافظة الرقة من داعش، بما في ذلك مدينة الثورة، والبنية التحتية في سد الطبقة، و‌سد البعث.
وعمل ما يصل إلى 500 من القوات الخاصة الأمريكية على الأرض في شمال سوريا لدعم حملة الرقة. قامت الولايات المتحدة وأعضاء التحالف الآخرون بتزويد «قسد»بالأسلحة الثقيلة وجمع المعلومات الاستخبارية ودعم الاتصالات وغير ذلك من المساعدات كجزء من تدخلهم في الصراع.

## المعركة
بحلول 11 يونيو، أفيد بأن 79 مدنيًا قد قتلوا. واستولت قوات «قسد» على أجزاء واسعة من حي الرومانية وتقدمت إلى حي الصناعة وسوق الهال بالقرب من الضفاف الشمالية لنهر الفرات. وهاجم مقاتلو داعش مصنع السكر الذي كانت «قسد» قد استولت عليه قبل ثلاثة أيام في الجزء الشمالي من المدينة.
في 12 يونيو، بدأت قوات «قسد» عملية الاستيلاء على حيي الصناعة وحطين إلى جانب منطقة الصناعة الصناعية. وقد استولت قوات «قسد» على قرية السحل جنوب غرب الرقة بعد اندلاع اشتباكات بينها و بين التنظيم واستمرت حتى صباح اليوم التالي.
في 13 يونيو، دخلت «قسد» إلى حي البريد في أعقاب قتال عنيف قتل فيه مفجر انتحاري تابع لتنظيم داعش.